# Personal Robot

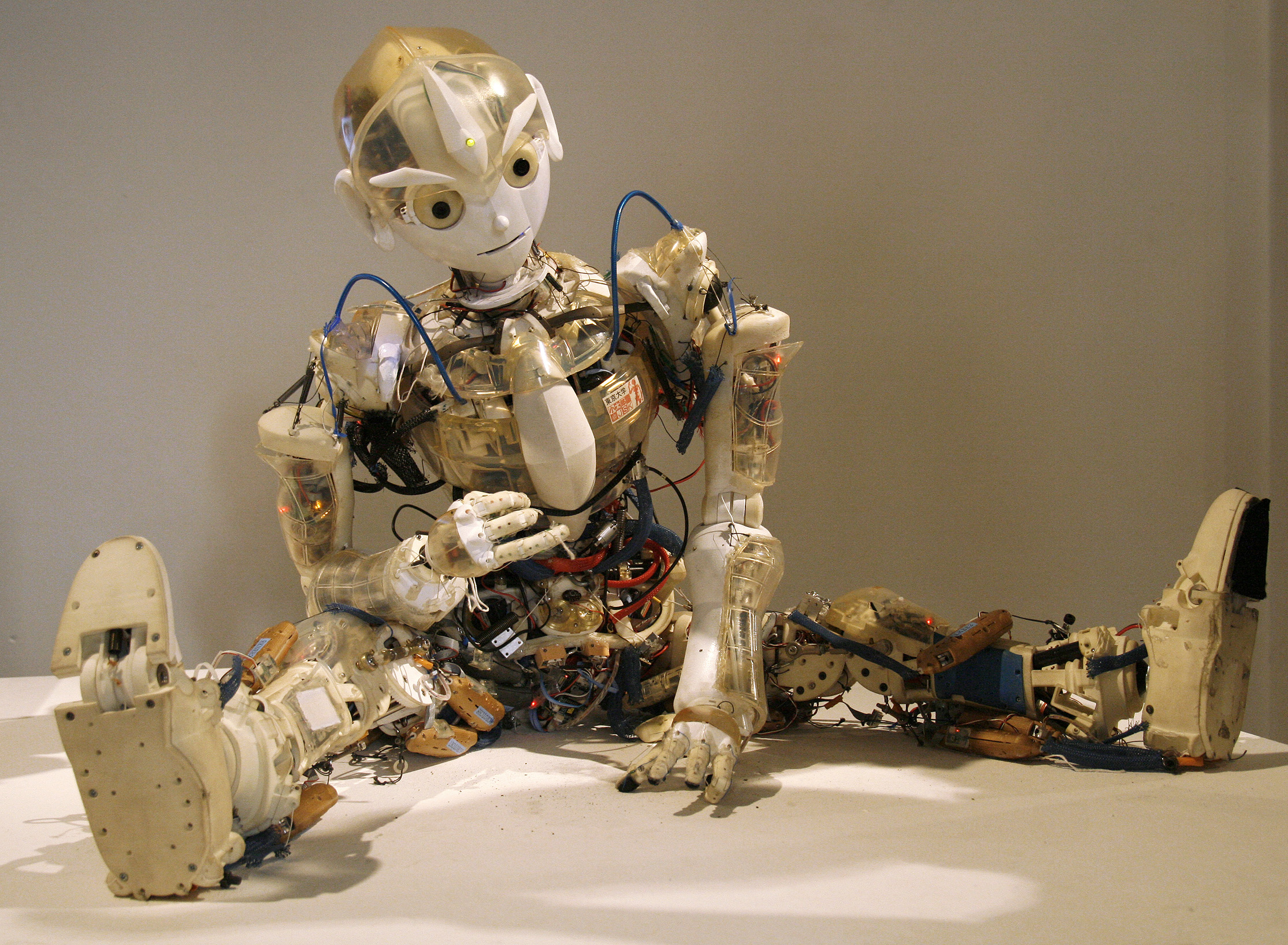
Personal Robots sind häufig Humanoide, um ihre Akzeptanz zu erhöhen.

Ein Personal Robot (kurz PR, engl. für „persönlicher Roboter“ oder „Privatroboter“) ist ein mechatronisches System mit einem oder mehreren Mikrocomputern. Im Gegensatz zu einem Industrieroboter kann der Personal Robot in seiner Umwelt agieren, mit ihr und/oder mit Personen und anderen Personal Robots z. B. in Netzwerken kommunizieren und interagieren. Personal Robots können von einer einzelnen Person bedient, genutzt und gesteuert werden.

## Hintergrund
Eine Unterteilung in öffentlich genutzte Personal Robots z. B. Serviceroboter und personengebundene Personal Robots z. B. Spielzeugroboter ist, wie bei den Personal Computern, sinnvoll.
Durch die abgeschlossene Konstruktion der PR funktionieren diese Maschinen weitgehend unabhängig, autonom und selbständig. Die Personal Robots sind zunehmend lernfähig. Vielfache Schnittstellen ermöglichen eine Kommunikation in Netzwerken. So mit anderen Robotern, Computern usw. Personal Robots reagieren mit ihren Sensoren auf äußere Einflüsse wie z. B. Berührungen, Töne, Laute, optische Veränderungen usw. Personal Robots speichern Daten und Informationen. Erworbene Erfahrungen beeinflussen sie und so realisieren die PRs mit diesen Erkenntnissen ihr weiteres Handeln.
Die Umgestaltung eines Roboters wie ASIMO zu einem allgemein verwendbaren Privatroboter bzw. zu einem künstlichen Diener ist in erster Linie ein Softwareproblem. Bei dem jetzigen Stand der Technik sind umfassende Fortschritte bei der Bewegungsplanung, dem Bildverstehen (hier vor allem der Umgebungserkennung), dem Sprachverstehen und dem maschinellen Schlussfolgern unentbehrlich, um diese Vision in den Bereich des Möglichen zu ziehen.

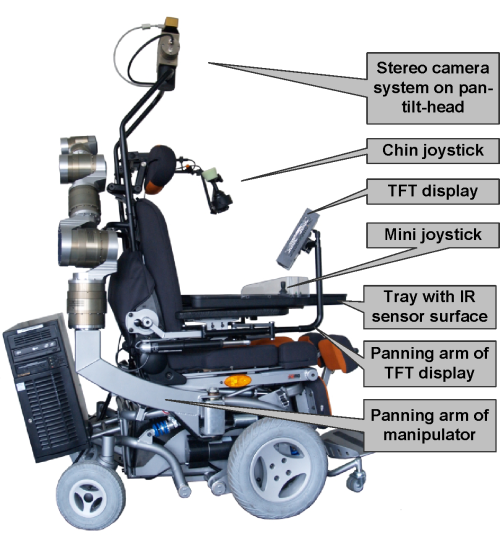
Assistenzroboter FRIEND

Der Assistenzroboter FRIEND, der am Institut für Automatisierungstechnik der Universität Bremen entwickelt wurde, soll behinderte und ältere Personen bei den Aktivitäten des täglichen Lebens (z. B. dem Zubereiten einer Mahlzeit) unterstützen und ihnen eine Reintegration ins Berufsleben ermöglichen. Er führt vom Benutzer gestartete Aufgaben autonom aus und nimmt dabei seine Umgebung durch eine Vielzahl von Sensoren wahr und erkennt Objekte, die gegriffen werden sollen, selbständig.